# Saint-Pierre-d'Alvey
Saint-Pierre-d'Alvey é uma comuna francesa na região administrativa de Auvérnia-Ródano-Alpes, no departamento de Saboia. Estende-se por uma área de 7,7 km². Em 2010 a comuna tinha 312 habitantes (densidade: 40,5 hab./km²).